# Luabo
Die Luabo war ein 1909 gebautes portugiesisches Fracht- und Passagierschiff, das während seiner gesamten Dienstzeit im Küstendienst vor Mosambik verkehrte. Im Ersten Weltkrieg nutzte die Marinha Portuguesa den Dampfer als Transporter und Hospitalschiff. 1956 ist er im Sturm vor Mosambik gesunken.

## Bau und technische Daten
Auf Bestellung der Reederei Empresa Nacional de Navegação erfolgte auf der britischen Werft Russell & Co. in Port Glasgow die Kiellegung des Schiffes unter der Baunummer 609. Der Neubau lief am 5. August 1909 vom Stapel und erhielt den Namen Luabo nach einem der vier Hauptmündungen des Sambesi, die in Mosambik in den Indischen Ozean fließen.
Der Dampfer war 76,85 Meter lang, 10,04 Meter breit und hatte einen Tiefgang von 5,95 Metern. Dabei war er mit 1385 BRT bzw. 839 NRT vermessen und hatte eine Tragfähigkeit von 1834 Tonnen. Als Antrieb dienten zwei Dreizylinder-Dreifach-Expansionsmaschinen von J. G. Kincaid & Co. aus Greenock mit 144 nhp (ca. 920 PS), die auf zwei Schrauben wirkten. Damit erreichte der Dampfer eine Geschwindigkeit von 10,0 Knoten. Auf dem Schiff konnten zunächst 12 Passagiere mitgenommen werden, die Besatzung bestand aus 22 Mann.

## Geschichte
Der ab 1909 eingesetzte Neubau diente der Reederei als Ersatz für einen bis dahin älteren Dampfer. Die 1881 gegründete Reederei hatte vom portugiesischen Staat das Monopol über die Seeverbindungen zwischen dem Mutterland und den portugiesischen Kolonien in Afrika erhalten. Gleichzeitig betrieb sie einen Küstendienst in Mosambik. Mit Ausnahme des Ersten Weltkrieges blieb die Luabo in ihrem Eigentum und sie setzte das Schiff – zusammen mit anderen Dampfern – während der gesamten Zeit im Küstendienst vor Mosambik ein. Dabei diente sie dem Transport von Fracht ebenso wie zur Beförderung von einer kleineren Anzahl von Passagieren. Sie befuhr die gesamte Küste von der Nordgrenze mit dem Hafen von Palma bis in den Süden nach Ponta do Ouro und verband die kleinen Häfen mit den großen Überseehäfen wie dem in Lourenço Marques. Darüber hinaus verkehrte sie in Nachbarländer wie nach Durban in Südafrika. Bis zum Ende des Ersten Weltkrieges war die Luabo der größte Küstendampfer, der in Mosambik zum Einsatz kam.

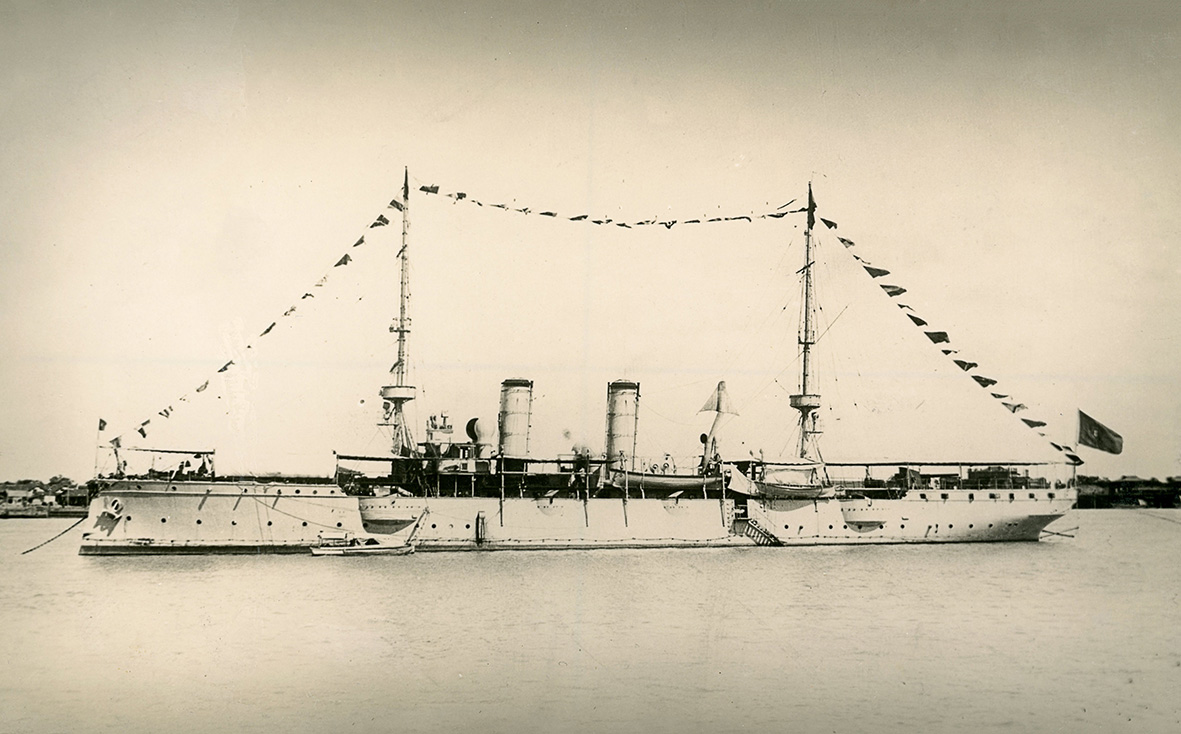
Die Adamastor im Jahr 1927

Nach dem Kriegseintritt Portugals auf Seiten der Alliierten am 9. März 1916 unterstellte die Regierung die Luabo der Marine. Diese nutzte es zunächst als Hospitalschiff, anschließend als Transporter. Auch in dieser Zeit blieb das Schiff in Ostafrika stationiert. In der Funktion als Marinetransporter begleitete sie im Sommer 1917 den Geschützten Kreuzer Adamastor und das Kanonenboot Chaimite zusammen mit den Transportern Pebane und Pungue nach Quelimane. Die Schutztruppe für Deutsch-Ostafrika bedrohte nach der Schlacht von Ngomano Ende November 1917 die Stadt, die vom portugiesischen Marineverband geschützt werden sollte. Nach Eintreffen der portugiesischen Schiffe sahen die Deutschen von einem Angriff auf Quelimane ab.
Nach dem Krieg gab die Marine das Schiff an die Reederei zurück, die sich 1918 von Empresa Nacional Navegação zur Companhia Nacional de Navegação umfirmiert hatte. Die Luabo kehrte wieder in den Küstendienst von Mosambik zurück, der unauffällig verlief. 1936 wurde der Dampfer umfassend überholt und für eine größere Passagierkapazität umgebaut. Anschließend konnte die Luabo statt der 12 dann 87 Passagiere befördern. Gleichzeitig sank die Tragfähigkeit des Schiffes von 1834 auf 1474 Tonnen.

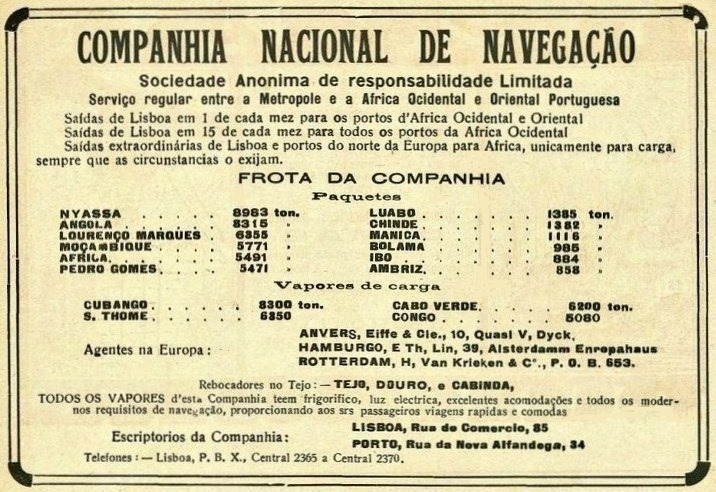
CNN-Werbung aus dem Jahr 1926 mit Angabe einiger Routen und Schiffe

Auch während des Zweiten Weltkrieges verblieb die als neutrales Schiff gekennzeichnete Luabo im Dienst der Companhia Nacional und im Küstendienst vor Ostafrika. Dort rettete die Mannschaft zwölf Überlebende des von U 178 am 17. Juli 1943 torpedierten britischen Frachtschiffes City of Canton (Bj. 1916, 6692 BRT). Nach dem Krieg gab es lediglich eine vorübergehende Änderung im Fahrtgebiet: Als Indien 1954 die portugiesischen Enklaven Dadra und Nagar Haveli besetzt hatte, blockierte es auch das portugiesische Territorium von Diu. Für die Versorgung mit Waren und Post blieb nur der Seetransport, für den die Companhia Nacional die Luabo abstellte.
Das Ende des Schiffes kam 1956: Auf dem Weg von Durban nach Lourenço Marques geriet der alte Dampfer am 27. April 1956 mit einer Ladung Bitumen und Stückgut in einen Sturm. Die Ladung verrutschte und das Schiff sank etwa acht Meilen vor der mosambikanischen Küste bei Ponta do Ouro. Dabei starben 14 Besatzungsmitglieder.